# Planaltina do Paraná
Planaltina do Paraná är en kommun i Brasilien.   Den ligger i delstaten Paraná, i den södra delen av landet, 1 000 km sydväst om huvudstaden Brasília. Antalet invånare är 4 095.
Trakten runt Planaltina do Paraná består i huvudsak av gräsmarker. Runt Planaltina do Paraná är det mycket glesbefolkat, med 4 invånare per kvadratkilometer.